# Kilopond
Kilopond (kp) er en ældre enhed defineret som den kraft der virker på en masse på ét kilogram i Jordens gravitation. Selv om denne gravitation varierer efter hvor man er på Jorden, defineres en kilopond som præcis 9,80665 kg·m/s²; dvs. 9,80665 newton. En megapond er 1000 kilopond.
Kilopond har aldrig været en del af det internationale enhedssystem (SI), som indførtes i 1960. SI-enheden for kraft er newton. 
Før indførelsen af enheden newton blev kilopond brugt i store dele af verden, og anvendes stadig til visse formål. Kraften fra en raketmotor blev f.eks. målt i kilopond i Tyskland, i Sovjetunionen (hvor den forblev den primære enhed i det sovjetiske rumprogram indtil sidst i 1980'erne), og anvendes stadig i Kina og til tider af European Space Agency. Den anvendes tillige til angivelse af spændingen i eger på cykler, til kraftmoment angivet i "meter-kilogram", for tryk i kilogram pr. kvadratcentimeter, for trækkraften af buer til bueskydning, og til at definere metriske hestekræfter som 75 kp·m/s.

## Eksternt link
- http://www1.bipm.org/en/si/si_brochure/chapter2/2-2/2-2-2.html